# Women Living Under Muslim Laws
Women Living under Muslim Laws (WLUML, deutsch: Frauen, die unter muslismischen Gesetzen leben) ist ein 1984 gegründetes transnationales feministisches Netzwerk, in dem einzelne Frauen und Gruppen aus mehr als 70 Ländern der islamischen Welt regierungsunabhängig zusammenarbeiten.

## Gründung und Name
Auslöser für die Gründung des Netzwerkes waren voneinander unabhängige Ereignisse in verschiedenen Teilen der muslimischen Welt, „in denen mit der Berufung auf so genannte islamische Gesetze Frauen ihrer Menschenrechte beraubt wurden“. Frauen aus Algerien, Marokko, dem Sudan, dem Iran, Mauritius, Tansania, Bangladesch und Pakistan gründeten 1980 ein Aktionskomitee, um die Kämpfe der Frauen für ihre Rechte vor Ort zu unterstützen. Daraus entstand zwischen 1984 und 1986 das Netzwerk mit Koordinationsbüros in London, Dakar und Lahore. Es vertritt keine Ideologie und keinen uniformen Standpunkt.
Der Plural Laws im Namen soll zeigen, dass es nicht eine homogene muslimische Welt gibt. Denn in dieser „muslimischen Welt“ verändern sich die Gesetze je nach Kontext und Land, außerdem sehen sich die Frauen von einer Vielzahl von Gesetzen regiert: Sowohl religiöse als auch ortsübliche, koloniale und andere Einflüsse spielen eine Rolle. Der Term „Laws“ wird von der Organisation auch sehr weit gesehen: Nicht nur staatliche, auch informelle Gesetze wie dem kulturellen, sozialen und politischen Kontext unterworfene Sitten und Bräuche können „Muslim Laws“ sein.

## Schwerpunkte
Das Netzwerk setzt sich vor allem zum Ziel, individuelle Frauen aber auch kollektive Bewegungen in ihrem „Kampf“ um Gleichberechtigung zu unterstützen. Diese Unterstützung erfolgt durch Vernetzung der verschiedenen Bewegungen, um aus der Isolation zu helfen, und der Informationsweitergabe, welche oft gebraucht wird, um gegen Mystifizierungen anzukämpfen.
Der Verein hat sich drei Schwerpunkte gesetzt:

### Fundamentalismus
Für das Netzwerk ist ein Wiedererwachen von fundamentalistischen Strömungen offensichtlich, und diese bewirkt gesellschaftliche Polarisierung. („Entweder bist du für uns oder gegen uns!“) Nach den Anschlägen des 11. Septembers kam es zu einem Krieg gegen den Terror, der nach Ansicht des Vereins auch muslimische Gruppen in den westlichen Staaten an den Rand drängte (vgl. WLUML 2006, S. 8).
Erst dadurch wurde, nach Ansicht des Vereins, innerhalb der Muslime der Aspekt der gemeinsamen Religion als identitätsstiftend gesehen, und fundamentalistische Strömungen konnten sich gegen progressive und feministische Kräfte durchsetzen.

### Militarisierung
Der Verein tritt auch aktiv gegen eine fortschreitende Militarisierung ein, wie sie heute in vielen Ländern (Sri Lanka, Sudan, Afghanistan, Irak u. a.) zu beobachten ist (vgl. WLUML 2006, S. 6). Sie steht nach Ansicht des Vereins mit Fundamentalismus in Zusammenhang, und das Netzwerk versucht, schon frühzeitig Strömungen einer zunehmenden Gewaltbereitschaft zu erkennen und Friedensbildung zu leisten.

### Selbstbestimmung über den Körper – Sexualität
Das Netzwerk macht auf die Kontrolle des weiblichen Körpers durch Gesetze, kulturelle oder religiöse Praktiken aufmerksam und setzt Aktionen dagegen. Hier gilt es z. B. auch zu HIV/AIDS und andere sexuell übertragbare Erkrankungen relevante Informationen zu verbreiten und über diese Krankheiten aufzuklären.
Überall präsent ist aber das wichtigste und dringendste Hauptaugenmerk von WLUML: Gewalt gegen Frauen.

## Geschichte
Der Verein wurde 1984 gegründet. Daraufhin gründeten 9 Frauen aus Algerien, Marokko, Sudan, Iran, Mauritius, Tansania, Bangladesch und Pakistan das „Action Committee of Women Living Under Muslim Laws“ als Unterstützung für lokale Aktivitäten. Aus diesem entstand 1986 das bis heute gleich organisierte Netzwerk WLUML.

## Organisation
Der Verein ist sehr offen organisiert, es gibt keine förmlichen Mitgliedschaften. Man kann es sich als Schirm oder (weit-umspannendes) Netz vorstellen. Direkte Mitarbeiter sind im „Programme Implementation Council“ (PIC) tätig, dieses besteht aus 20 bis 30 rotierenden „networkers“, die interregionales Networking im Sinne des „Plan of Action“ betreiben.
Dieser Plan of Action gibt über die Ziele, Aktivitäten und Strategien der Organisation Auskunft, er wurde erstmals 1986 erstellt und seitdem mehrmals angepasst. Die letzte Erneuerung fand 2006 bei einer Konferenz in Dakar statt.
Eine zentrale Stelle nimmt das International Coordination Office (ICO) mit Sitz in London ein. Seine Aufgabe ist es, zwischen den einzelnen Networkern die Koordination zu vereinfachen. Dabei helfen auch autonome Regional Coordination Offices in Pakistan und Senegal, welche den Raum Asien bzw. Afrika und den Mittleren Osten abdecken.

### Mitglieder
Laut dem Plan of Action können Individuen wie auch Organisationen als WLUML-Networker definieren, wenn sie folgendes einhalten: (WLUML 2006, S. 14)
- Einverständnis und aktives Einsetzen für die WLUML Prinzipien und Werte,
- Empfangen und Befassen mit WLUML-Information,
- in einer „Zweiwege-Kommunikation“ mit den anderen WLUML Mitglieder stehen.

### Partnerorganisationen
Hier werden einige Partnerorganisationen aufgelistet. Diese Liste beansprucht keine Vollständigkeit.
- Act Together
- Arab Regional Resource Centre on Violence Against Women
- BAOBAB for Women’s Human Rights
- Canadian Council of Muslim Women
- Center for Egyptian Women’s Legal Assistance
- Lebanese Council to Resist Violence Against Women (LCRVAW)
- Palestinian Working Women Society for Development (PWWSD)
- Queer Jihad
- Research Action and Information Network for the Bodily Integrity of Women (Rainbo)
- Sisters in Islam (SIS)
- Women Against Fundamentalisms (WAF)
- Women’s Global Network for Reproductive Rights

### Prinzipien
Die Organisation fokussiert auf die Gesetze, Sitten aber auch die Lebensrealitäten der einzelnen Frauen. Dazu gehören auch die „muslimischen“ Gesetze und Praktiken, welche oft sehr unterschiedlich sind, und ihre Konsequenzen. Es geht nicht um die Religion des Islam an sich, sondern um die Auslegungen der religiösen Texte, und um die politische Verwendung der Religion.
Das Netzwerk selbst versucht, Brücken zu bilden, regional wie international. Ein Schwerpunkt liegt auch auf Frauen in Randgruppen: Nicht-muslimische Frauen in muslimischen Ländern wie auch muslimische Minderheiten in westlichen Ländern werden vom Verein berücksichtigt.
Ein weiteres Prinzip ist die internationale Solidarität, welche das Netzwerk fördern will. Der Verein geht davon aus, dass, obgleich Frauen sich jeweils national in unterschiedlichsten Situationen befinden, ihre Anliegen und ihr Kampf für mehr Rechte doch Gemeinsamkeiten aufweisen. Ein weiteres Prinzip des Vereins ist die Pluralität und Autonomie, welche dieses Netzwerk vermitteln will. Es geht ihm darum, seine Mitglieder (Vereine wie Einzelpersonen) in ihren Anliegen und Meinungen zu unterstützen, ihnen aber keine vorgefertigten Aussagen aufzudrängen.

## Tätigkeiten
Die Arbeit des Vereins umfasst Aktionsaufrufe, die Stärkung des Netzwerkes, Publikationen und spezifische Projekte.

### Aktionsaufrufe
Einzelne Organisationen und Mitglieder veröffentlichen und verbreiten Aktionsaufrufe. Diese enthalten neueste Informationen, z. B. zu einer aktuellen Menschenrechtsverletzung. In solchen Situationen hilft der Verein direkt durch das Netzwerk, z. B. durch Rechtsauskünfte, Hilfe in Asylverfahren oder auch psychologische Betreuung. Das Netzwerk stellt auch zu anderen Hilfsorganisationen über diese Aktionsaufrufe Kontakt her und kann somit individuell und rasch helfen.

### Stärkung des Netzwerks
Ein Hauptaugenmerk der Arbeit von WLUML liegt aber in der Stärkung des Netzwerks an sich, die Organisation möchte ein nicht-hierarchisches Zusammenarbeiten ermöglichen. Sie stellt vielfältige Information zur Verfügung und ist im ständigen Austausch und Kontakt zu Aktivisten, den Medien, Akademikern, anderen NGOs und zu unterschiedlichsten Regierungen.

### Publikationen
Ein weiterer Service des Netzwerkes besteht in seinen Publikationen, die ständig erweitert werden und im Internet heruntergeladen werden können. Hervorzuheben ist hier die Übersetzungsarbeit, da alle Publikationen in Englisch, Französisch und Arabisch gehalten sind.

### Projekte
Außerdem gibt es immer wieder Initiativen zu kollektiven Projekten, welche zwar oft von einzelnen Netzwerkgruppen geleitet werden, das ICO und die Regionalbüros helfen aber bei der Organisation dieser Projekte mit. Solche Projekte sind z. B. Trainings für die „Networker“, Workshops uvm. Hier einige Beispiele:
- Initiative zur Stärkung der afghanischen Familienrechte (INSAF)
- „Gender and displacement in Muslim contexts“
- „Feminism in the Muslim World Leadership Institutes“
- „Women and Law in the Muslim world programm“
- „Qur'anic interpretations meetings, for West African networkers and for Francophone West Africa“
- Austauschprogramm (seit 1988)